# 可児市立広見小学校
可児市立広見小学校（かにしりつ ひろみしょうがっこう）は岐阜県可児市にある公立の小学校。

## 通学区域
- 通学区域は広見、広見1-7丁目、瀬田、柿田、渕之上、平貝戸、石森、石井、中恵土、広眺ケ丘である。公立中学校の進学先は可児市立中部中学校である[1]。

## 沿革
- 1873年（明治6年） - 村木村に興文義校、瀬田村に栄行義校、石森村に有道学校が開校する。
- 1874年（明治7年） - 
  - 栄行学校（栄行義校を改称）と有道学校が合併し、准南学校となる。
  - 村木村、乗里村、下田尻村、伊川村、山岸村、田尻村、小作村が合併し、伊香村になる。
- 1882年（明治15年） - 
  - 准南学校が瀬田小学校に改称する。
  - 興文義校と伊川学校[2]が合併し、伊香小学校となる。
- 1886年（明治19年） - 瀬田小学校が瀬田尋常小学校、伊香小学校が伊香尋常小学校に、それぞれ改称する。
- 1889年（明治22年）7月1日 - 伊香村、瀬田村、石森村、石井村、柿田村、渕之上村、平貝戸村が合併し、広見村が発足。
- 1892年（明治25年） - 伊香尋常小学校が伊香尋常高等小学校に改称する。
- 1900年（明治33年） - 
  - 伊香尋常高等小学校が伊香尋常小学校に改称する。
  - 広見村、今渡町、姫治村、平牧村で、組合立中華高等小学校を開校。
- 1919年（大正8年） - 伊香尋常小学校、瀬田尋常小学校、中華高等小学校が合併し、広見尋常高等小学校となる。
- 1922年（大正11年） - 統一校舎が広見村石井235[3]に完成する。
- 1924年（大正13年）1月1日 - 町制施行し、広見町になる。
- 1941年（昭和16年） - 広見国民学校に改称する。
- 1947年（昭和22年） - 広見町立広見小学校に改称する。
- 1955年（昭和30年）
  - 2月1日 - 広見町、今渡町、土田村、久々利村、平牧村、春里村、帷子村が合併し可児町が発足。同じに可児町立広見小学校に改称する。
  - 4月1日 - 御嵩町の一部（旧・伏見町上恵土のうち、上野地区と前波地区。[4]）が可児町に編入され、児童が転入する。
- 1973年（昭和48年） - 現在地に移転する。
- 1982年（昭和57年）4月1日 - 市制施行して可児市となる。同時に可児市立広見小学校に改称する。
- 1989年（平成元年） - 校舎を新築、増築。
- 2019年（平成31年）広見小学校開校145週年を迎える。

## その他
- 1922年から1973年までの広見小学校の最寄り駅が、名鉄広見線学校前駅である。広見小学校が現在地に移転後も駅名は変更されずに、2005年（平成17年）1月29日廃止となった。